# Fügung (Namenkunde)
Als Fügung wird in der Namenkunde ein Vorname bezeichnet, der aus zwei Vornamen unter Weglassung von Teilen derselben zusammengesetzt ist. Eine besondere Bedeutung hat diese Art der Namensbildung für die ostfriesischen Personennamen. Die beteiligten Namen können männliche und weibliche Vornamen sein, wobei die Geschlechter gemischt werden können.

## Verbreitung
Durch Fügung gebildete Namen erlauben es, einem Kind die Namen von mehreren Verwandten gleichzeitig zu geben. Derartige Namen haben sich im 19. Jahrhundert in Ostfriesland verbreitet.

## Beispiele
- Abrahanne, aus Abraham und Johanna[1]
- Ahrendbertus, aus Ahrend und Albertus[1]
- Dirkobus, aus Dirk und Jakobus[1]
- Elsabea, aus Elsa und Beate[2]
- Friedith, aus Frieda und Edith[1]
- Grethard, aus Grethe und Eberhard[1]
- Walsemar, aus Walse und Waldemar[1]

## Abgrenzung zu anderen Namensbildungen
Die Fügung unterscheidet sich von der Bildung von Doppelnamen wie Hanspeter durch das Weglassen von Teilen der ursprünglichen Namen. Sie unterscheidet sich von der Bildung der alten, zweistämmigen Vornamen zeitlich und dadurch, dass sie nicht auf feste Stämme zurückgreift. 
Auch die Movierung und die Bildung von Diminutiven sind keine Fügungen.

## Begriffsgeschichte
Der Begriff „Fügung“ erscheint bereits 1988 bei Weitershaus im Lemma Elsabea. Tammena beschreibt die Fügung als eine Quelle der typisch ostfriesischen Vornamen.